# Atletiek op de Olympische Zomerspelen 2004 – 20 kilometer snelwandelen mannen
Het 20 kilometer snelwandelen voor mannen op de Olympische Spelen van 2004 in Athene vond plaats op 20 augustus 2004 in de straten van Athene. De start en finish waren in het Olympisch stadion. De start vond plaats om 09:00.

## Records
Voor dit onderdeel waren het wereldrecord en olympisch record als volgt.
| Wereldrecord     | 1:17.21 | Jefferson Pérez     | ECU | Parijs | 23 augustus 2003  |
| Olympisch record | 1:19.57 | Robert Korzeniowski | POL | Sydney | 22 september 2000 |

## Uitslag
De volgende afkortingen worden gebruikt:
- DQ Gediskwalificeerd
- DNF Niet gefinisht

| Rang | Atleet                     | Nat. | Tijd    |
| ---- | -------------------------- | ---- | ------- |
| 1    | Ivano Brugnetti            | ITA  | 1:19.40 |
| 2    | Francisco Javier Fernández | ESP  | 1:19.45 |
| 3    | Nathan Deakes              | AUS  | 1:20.02 |
| 4    | Jefferson Pérez            | ECU  | 1:20.38 |
| 5    | Juan Manuel Molina         | ESP  | 1:20.55 |
| 6    | Zhu Hongjun                | CHN  | 1:21.40 |
| 7    | Vladimir Andreyev          | RUS  | 1:21.53 |
| 8    | André Höhne                | GER  | 1:21.56 |
| 9    | Aigars Fadejevs            | LAT  | 1:22.08 |
| 10   | João Vieira                | POR  | 1:22.19 |
| 11   | Hatem Ghoula               | TUN  | 1:22.59 |
| 12   | Beniamin Kuciński          | POL  | 1:23.08 |
| 13   | Marco Giungi               | ITA  | 1:23.30 |
| 14   | José Alessandro Baggio     | BRA  | 1:23.33 |
| 15   | Takayuki Tanii             | JPN  | 1:23.38 |
| 16   | Luke Adams                 | AUS  | 1:23.52 |
| 17   | Rolando Saquipay           | ECU  | 1:24.07 |
| 18   | Omar Segura                | MEX  | 1:24.35 |
| 19   | Yevgeny Misyulya           | BLR  | 1:25.10 |
| 20   | Tim Seaman                 | USA  | 1:25.17 |
| 21   | Kevin Eastler              | USA  | 1:25.20 |
| 22   | Viktor Burayev             | RUS  | 1:25.36 |
| 23   | Ivan Trotsky               | BLR  | 1:25.53 |
| 24   | Luis Fernando López        | COL  | 1:26.34 |
| 25   | Liu Yunfeng                | CHN  | 1:27.21 |
| 26   | John Nunn                  | USA  | 1:27.38 |
| 27   | Valery Borisov             | KAZ  | 1:27.39 |
| 28   | Gintaras Andriuškevičius   | LTU  | 1:27.56 |
| 29   | Sin Ir-Yong                | KOR  | 1:28.02 |
| 30   | Gyula Dudás                | HUN  | 1:28.18 |
| 31   | Moussa Aouanouk            | ALG  | 1:28.38 |
| 32   | Matej Tóth                 | SVK  | 1:28.49 |
| 33   | Lee Dae-Ro                 | KOR  | 1:28.59 |
| 34   | Feodosiy Ciumacenco        | MDA  | 1:29.06 |
| 35   | Andrey Talashko            | BLR  | 1:29.36 |
| 36   | Lefteris Thanopoulos       | GRE  | 1:30.15 |
| 37   | José David Domínguez       | ESP  | 1:30.16 |
| 38   | Vladimir Parvatkin         | RUS  | 1:31.13 |
| 39   | Predrag Filipović          | SCG  | 1:31.35 |
| 40   | Han Yucheng                | CHN  | 1:32.18 |
| 41   | Park Chil-Seong            | KOR  | 1:32.41 |
| —    | Alessandro Gandellini      | ITA  | DNF     |
| —    | Bernardo Segura            | MEX  | DNF     |
| —    | Yuki Yamazaki              | JPN  | DNF     |
| —    | Xavier Moreno              | ECU  | DQ      |
| —    | Jiří Malysa                | CZE  | DQ      |
| —    | Noé Hernández              | MEX  | DQ      |
| —    | Robbie Heffernan           | IRL  | DQ      |